# Abraham Lincoln (capitano)
(Abraham Lincoln, 16° Presidente degli Stati Uniti)
Abraham Lincoln (Boston, 13 maggio 1744 – Contea di Jefferson, maggio 1786) è stato un militare statunitense, nonno del 16º Presidente degli Stati Uniti d'America Abraham Lincoln.

## Famiglia
Il capitano Abraham Lincoln era un discendente di Samuel Lincoln (1622 - 1690), nato a Hingham, in Inghilterra, il quale, come apprendista di un tessitore, emigrò nella Colonia di Massachusetts Bay nel 1637. 
Suo padre, John (1716 - 1788) nacque nella contea di Monmouth, nella provincia del New Jersey, e crebbe nella valle del fiume Schuylkill nella provincia della Pennsylvania. Nel 1743, John Lincoln sposò Rebecca Morris (1720 - 1806), figlia di Enoch Flowers della Contea di Lancaster. Rebecca era la vedova di James Morris e la madre di un giovane figlio, Jonathan Morris.

## Biografia

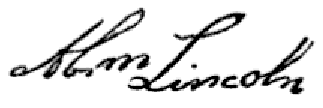
Firma del capitano Lincoln.

Abraham Lincoln apprese il mestiere del conciatore e poi assunse suo fratello Giovanni come suo apprendista. Un importante conciatore della Contea di Berks in quei giorni era James Boone (1709 - 1785), zio di Daniel Boone. James Boone era un vicino di casa dei Lincolns di Heister's Creek, e sua figlia Anna è stata sposata con il fratellastro di John Lincoln. Questo legame familiare può aver influenzato la scelta di Abraham.
Abraham Lincoln figlio di John sposò Maria Shipley nel 1772. Si trasferirono nel Kentucky nel 1782. La sua seconda moglie era Betsabea Herring (c. 1742-1836), una delle figlie di Alessandro Herring (c. 1708-1778) e sua moglie Abigail Harrison (c. 1710 - c. 1780) di Linville Creek. Ebbero cinque figli: Mordecai nato intorno al 1771, Josiah nato intorno al 1773, Maria, nato intorno al 1775, Thomas nato 1778, e Nancy nato 1780.
Thomas Lincoln divenne padre del futuro presidente degli U.S.A. a cui fu dato il nome del nonno.
Durante la guerra d'indipendenza americana, Abraham servì da capitano della milizia della contea di Augusta, e con l'organizzazione della Contea di Rockingham, nel 1778, s trasferì a lavorare come capitano per quella contea. Servì sotto la compagnia del generale Lachlan McIntosh durante l'autunno e l'inverno del 1778, assistendo alla costruzione di Fort McIntosh in Pennsylvania e Fort Laurens in Ohio.

## Morte
Un giorno di maggio del 1786, Abraham Lincoln stava lavorando nel suo campo con i suoi tre figli, quando fu colpito dalla vicina foresta e cadde a terra. Il figlio maggiore, Mordecai, corse alla capanna dove era tenuta una pistola carica, mentre il figlio di mezzo, Josiah, corse alla stazione di Hughes per un aiuto. Thomas, il più giovane, rimase in stato di shock accanto a suo padre. Dalla capanna, Mordecai osservò un indiano venire fuori dalla foresta e raggiungere il corpo di suo padre, per uccidere o per portare via Thomas. Mordecai prese accuratamente la mira e sparò l'indiano al petto, uccidendolo.
La tradizione vuole che il capitano Abraham Lincoln fu sepolto presso la sua capanna, che è ora il sito del cimitero della Long Run Baptist Church nei pressi di Eastwood, Kentucky. Una pietra commemorante il capitano Abraham Lincoln è stata ivi posta nel 1937.
Betsabea Lincoln rimase vedova con cinque figli minorenni. Si è trasferita con la famiglia lontano dal fiume Ohio, nella Contea di Washington, in Kentucky, dove il rischio di attacco indiano era minore a causa della maggiore densità abitativa. Secondo la legge allora in vigore, Mordecai Lincoln, come il figlio maggiore, ereditò i due terzi del patrimonio di suo padre quando raggiunse l'età di ventun anni, mentre la madre ne ricevette un terzo. Gli altri bambini ereditarono nulla. La vita era dura, in particolare per Thomas, il più giovane, che fu costretto ad andare a lavorare in giovane età appena finiti gli studi.